# John Langham (1er baronnet)
John Langham, 1er baronnet (20 avril 1584-16 mai 1671) est un homme politique anglais qui siège à la Chambre des communes en 1654 et 1660.

## Biographie
Il est le fils aîné d'Edward Langham de Guilsborough, Northamptonshire, auquel il succède en 1607. Il est apprenti chez Richard Napier, un marchand, pour lequel il travaille au Proche-Orient.
À son retour, il devient lui-même un marchand de Turquie, fait une fortune considérable dans la ville de Londres et devient un membre éminent des sociétés du Levant et des Indes orientales. Il construit un domaine dans le Northamptonshire qui comprend l'achat du domaine Cottesbrooke en 1635. Il est échevin et shérif de la Cité de Londres en 1642. Il est envoyé deux fois à la Tour de Londres, avec le lord-maire et d'autres échevins de Londres pour avoir refusé de publier un acte d'abolition de la royauté.
En 1654, il est élu député de la ville de Londres pour le premier parlement du protectorat. En 1660, il est élu député de Southwark au Parlement de la Convention. Il est fait chevalier le 16 mai 1660 et créé baronnet de Cottesbrooke dans le comté de Northampton le 7 juin 1660 en récompense de ses souffrances pour la cause royale.
Langham est décédé à l'âge de 87 ans. Il épouse Mary Bunce, fille de James Bunce et est remplacé comme baronnet par leur fils James.